# Medlerana bukobaenensis
Medlerana bukobaenensis är en fjärilsart som beskrevs av François Louis Nompar de Caumont de Laporte 1979. Medlerana bukobaenensis ingår i släktet Medlerana och familjen nattflyn. Inga underarter finns listade i Catalogue of Life.